# キャップ (電子掲示板)
キャップは、電子掲示板の個人を特定する機能の一つである。投稿時に、メール欄に任意のパスワードを入力することで名前欄の表示が変化する機能で、これにより容易に投稿者の本人確認を行うことができる。特に匿名掲示板2ちゃんねるや、2ちゃんねる型のスレッドフロート型掲示板で使われているものがこの名前で呼ばれている。偽者防止→帽子→キャップという連想により、西村博之によって命名された。したらば掲示板等ではハンドルパスワード機能とも呼ばれる。

## 概要
2ちゃんねるにおいて運営にかかわる者や発言が本人であることを証明するため、該当する名前や単語を他者が名前欄に直接入力した場合はダブルクオートで囲まれるという形式で運用開始。しかしキャップ使用時にスクリプトにかかる負荷が問題となったため、名前が赤文字となる赤キャップに移行した。
さらに2000年12月より赤キャップを廃止し、現在の「○○ ★」（○○の部分にはそれぞれのハンドル）に移行した。
★を直接名前欄に入力しても☆に変わるので、パスワードを知っている人しか★を出せないという仕組みで本人証明を実現している。
なお、ごく一部の単語（「管理」「削除」など）に対しては初期のダブルクオートで囲まれる形式が現在も適用されている。

## 2ちゃんねるにおける運用
現在では、原則として運営にかかわるボランティアなど、発言が本人である証明が必要な者だけに発行されていて、メール欄に「#パスワード」を記入する事により、自動的にこの時、名前欄に文字列が入っている場合は、「文字列 @ ○○ ★」の形で表示される。トリップとの併用も可能である。（文字列 ◆トリップ @ ○○ ★ となる）ちなみに、キャップを使用して投稿した場合にはIDやリモートホストが強制的に表示される設定の掲示板であってもそれらが表示されない。
なお、かつての2ちゃんねるではただ固定ハンドルを名乗っているだけの人にもキャップが発行されたことがあったが、トリップ導入後は原則として単なる固定ハンドルにはキャップが発行されない。ただし、遠藤雅伸の様な例外も存在する。2016年2月に運用情報臨時板でのみ使える固定ハンドルキャップが大量に発行された。
運営にかかわるボランティアの場合、不祥事を起こすとキャップの剥奪と共に解任されることがある。また、影響の大きいミスをした場合には★の前に「▲(おにぎり)」が付けられることがあるが、提唱者のFOX★はそれを行っていない（後述のとおり、おにぎり入りの別キャップは持っている）。
キャップの付与はサーバーごとであり、全てのサーバーで使用可能なキャップを持っているものは非常に少ない。
2009年6月現在の2ちゃんねる元？管理人ひろゆきのキャップは「どうやら一号 ★」。しかし、最近では本人証明に「Be」を利用する事が多く、キャップを利用しない事も多い。かつては「管直人 ★」（「管理人」と「菅直人」をかけた洒落。「かんちょくにん」と読む）や「暫定管理人 ★」を使用していた。

### FOX ★のキャップ
2ちゃんねるにおける規制等の（ほぼ）全権を掌握しているFOX ★はキャップの設定権を持つ人物の内、頻繁にキャップを発行する数少ない人物の一人である。しばしば自分への非難をかわす目的で自分にキャップを発行することがある。
具体的には「旧夜勤 ★」、運用関係板における「仕事人 ★」・「見習い▲ ★」・「留守番  ★」、規制関係における「ちょろ ★」・「めぐみ ★」・「お京 ★」・「カルロス ★」・「しゅんぎく ★」・「とまと★」・「ナターシャ ★」・「ねぎ ★」、サーバダウン時に使用されたのみの「薄荷 ★」、最近では「FAX ★」・「たにし ★」・「残飯マン ★」・「Kseniya ★」・「Tamara ★」・「ざる ★」・「うっきっきー ★」・「鷲鴨 ★」・「番犬 ★」・「ずるっぴ ★」・「つるっぴ ★」・「ちきちーた ★」・「ろびんそん ★」・「じゅーど ★」・「せしりあ ★」・「AirRock ★」等があげられる。特殊な例として、ログ開示用スクリプトによる書き込みに使われる「田吾作 ★」・「軽快うねっこ ★」・「ヒミズ ★」・「げろっぴ ★」・「しぇりー ★」がある。
なお、以前は「FOX ★」は2ちゃんねる運営陣の共有ハンドルであった。

### 統括者のキャップ
2ちゃんねるでのボランティア活動は、役割別に細分化されている。それら各分野には統括者と呼ばれる人物が配置されている事例がある。統括者のキャップ名は特定の文字列が含まれていない事が多い。統括者の殆どがキャップの設定権限を行使できるが、必須ではない。設定権限を持たない統括者も存在し、その逆にキャップの設定権限を有していても、統括者ではない者も存在する。

### 削除人のキャップ
2ちゃんねるの削除人は、基本的に全員キャップを保持している。そのうち、キャップ発行時に削除人としてキャップを発行された者の名には、「削」又は「サク」、「でり」等、削除人であることをわかりやすくする文字列が含まれていることが多い。
削除人のキャップのパスワードは、投稿の削除に必要なパスワードとは別個に設定されている。

### 復帰屋・復帰補のキャップ
2ちゃんねるの復帰屋のキャップ名には、制度発足時より、原則的に「復帰」の文字列が含まれている。
ただし、「復帰補」の文字列が含まれている者は復帰屋ではなく復帰補である。

### 案内人のキャップ
2ちゃんねるの案内人のキャップ名には、制度発足時より原則的に「案内」の文字列が含まれていたが、2012年6月には「案内」の他にも「ガイド」「メイド」「執事」の文字列を含む案内人が登場した。

### Rockerのキャップ
Rocker（投稿ブロックされる文字列の設定）を専門に行うボランティアのキャップには、「Rock」の文字列が含まれている。

### 串焼き人のキャップ
BBQ（オープンプロキシのリスト）を専門に担当するボランティアのキャップには、「焼」の文字列が含まれている。

### 報告人のキャップ
管理人に代わって、2ちゃんねる内への迷惑行為をプロバイダに通報するボランティアのキャップには、「報告人」の文字列が含まれている。

### 記者キャップ
2ちゃんねるの+系の板（ニュース速報+板など）では「記者ボランティア」というものがあり、「記者ボランティア」になった人は、「○○ φ ★」（もしくは「○○ ψ ★」）というキャップがもらえる。+系の板では該当板で使用可能なキャップ所有者しかスレッドを立てることができない（完全記者制）ので、重要な役割を担っている。
2軍制度が廃止されるまで、あらいぐま編集長が記者の名前を決めていたが、2014年以降、希望する記者名で登録できるようになった。記者の募集は不定期である。記者ボランティアの統括者として「編集長★」など数名が存在する。
この系統のキャップは「φ」の数で役割も示している。
- φ ★: 一般記者
- φφ ★: 支局長補佐（支局長のフォローなどを担当するが直接的な権限は無い）
- φφφ ★: 支局長（板に所属する記者の統轄を担当）
- φφφφ ★: 相談役（支局長退任で設定される事があるが、一般記者キャップしか持たない者もいる）

φ ★のキャップに関しては、活動していない記者を排除する目的で、一定期間（板によって異なる）キャップを利用したスレ立てが無いと自動で剥奪される事がある。この自動剥奪に関しては、再度キャップを申請すれば復帰する事が可能な場合もある。
なお、φ及びψはペンを持っている手を一文字で表現したものである。

## まちBBSにおける運用
キャップを持つのは、開設者の地方1と各板・全体の管理者に限られる。
キャップは全板共通である。
2ちゃんねる内にあった地域別掲示板から独立開設された経緯から、かつては名前が赤文字になる赤キャップのみが使用されていたが、2007年のスクリプト改修に伴い「○○ ◆」と表示される形式も導入された。現在は両者とも使用が可能である。

## したらば掲示板における運用
各掲示板の管理者が認める者のみで、その掲示板内に限り使用可能。
2ちゃんねるのスクリプトを流用したレンタル掲示板サービス『JBBS』が前身であるため、当初は赤キャップが導入されていたが、現在は「○○ ★」と表示される形式に移行されている。